# Listă de guvernatori ai statului Virginia, Statele Unite ale Americii

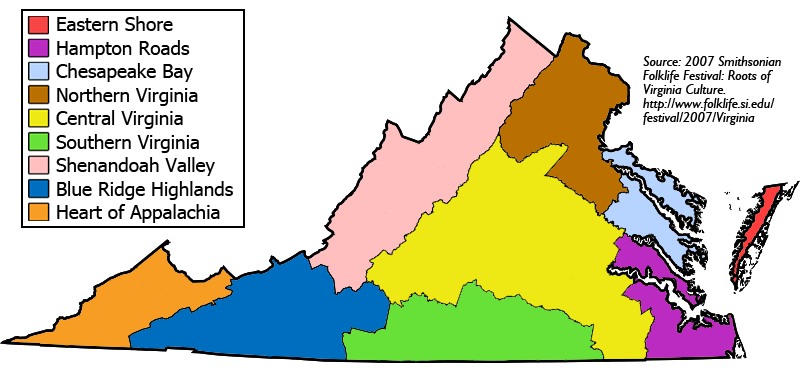
Hartă a statului Virginia prezentând zonele sale culturale.

Această pagină este o listă a guvernatorilor statului Virginia, SUA, cuprinzând toți guverantorii statului Virginia, începând cu anul 1607 și terminând cu 1776, perioadă în care Virginia a fost colonie a coroanei britanice, continuând cu perioada când Virginia a fost stat independent (1776 - 1788), dar parte a uniunii libere a celor 13 foste colonii britanice din America de Nord, continuând în perioada când Virginia a fost parte a Statelor Unite ale Americii (1788 - 1861), întreruptă de secesiunea sa din Statele Unite, când a fost parte a Statelor Confederate ale Americii (1861 - 1865) și încheind cu perioada dintre 1865 până în 2006, când Virginia a redevenit și este stat component al Statelor Unite ale Americii sub denumirea de The Commonwealth of Virginia (statul asociat Virginia).
Guvernatorului statului Virginia îi este interzisă, prin Constituția Commonwealth-ului, servirea de termene consecutive. Astfel, Virginia este singurul stat al Statelor Unite în care guvernatorul în exercițiu nu poate candida la alegerile următoare. Acest fapt nu a împiedicat mai mulți guvernatori să servească termene multiple. O altă caracteristică deosebită a statului Virginia este alegerea guvernatorilor și a locțiitorilor acestora (în engleză, Lieutenant Governor(s)) pe liste separate, astfel încât cei doi pot fi din partide politice diferite și chiar rivali. Fiecare termen guvernatorial, care ține patru ani, începe în sâmbăta de după cea de-a doua miercure din ianuarie.

## Guvernatorii coloniali (1607-1775)
Perioada cuprinsă între 1607 și 1775 este perioada când Virginia a fost subiect al Angliei. Această perioadă, la rândul său, cuprinde patru subperioade, conform autorității care avea dreptul de a desemna guvernatori. Astfel între:
- 1607 și 1624, guvernatorii coloniali ai Virginiei (deși Virginia era subiect al coroanei engleze) au fost numiți de o companiei privată, "Virginia Company of London", fiind numiți Virginia Company of London Governors;
- 1624 și 1652, guvernatorii coloniali ai Virginiei au fost desemnați direct de către monarhul britanic, fiind numiți Crown Governors.
- 1652 și 1660, guvernatorii coloniali ai Virginiei au fost numiți de Republica engleză (în engleză, Commonwealth of England), fiind numiți Commonwealth of England Governors.
- 1660 și 1775, urmând Restauraţiei Stuart, de revenire a Angliei la monarhie, guvernatorii coloniali ai Virginiei au fost numiți din nou direct de către monarhul britanic, fiind numiți din nou Crown Governors.

#### Virginia Company of London Governors (1607-1624)
- Edward Maria Wingfield (1607);
- John Ratcliffe (1608);
- Matthew Scrivener (1608);
- John Smith (1608 - 1609);
- George Percy (1609 - 1610);
- Thomas Gates (guvernator) (1610);
- Thomas West, 3rd Baron De La Warr (1610 - 1611);
- George Percy (1611);
- Sir Thomas Dale (1611);
- Thomas Gates (guvernator) (1611 - 1614);
- Sir Thomas Dale (1614 - 1616)
- George Yeardley (1616 - 1617);
- Samuel Argall (1617 - 1619);
- George Yeardley (1619 - 1621);
- Francis Wyatt (1621 - 1624).

#### Crown Governors (1624-1652)
- Francis Wyatt (1624 - 1626);
- George Yeardley (1626 - 1627);
- Francis West (1627 - 1629);
- John Pott (1629 - 1630);
- John Harvey (1630 - 1635);
- John West (1635 - 1637);
- John Harvey (1637 - 1639);
- Francis Wyatt (1639 - 1642);
- William Berkeley (1642 - 1644);
- Richard Kemp (1644 - 1645)
- William Berkeley (1645 - 1652).

#### Commonwealth of England Governors (1652-1660)
- Richard Bennett (guvernator) (1652 - 1655);
- Edward Digges (1655 - 1656);
- Samuel Mathews (1656 - 1660);
- William Berkeley (1660).

#### Crown Governors (1660-1775)
- William Berkeley (1660 - 1677);
- Thomas Culpeper, 2nd Baron Culpeper of Thoresway (1677 - 1683);
- Francis Howard, 5th Baron Howard of Effingham (1683 - 1692);
- Edmund Andros (1692 - 1698);
- Francis Nicholson (1698 - 1705); 
  - Președinte al Consiliului de guvernare Edward Nott (1705 - 1706);
- Edmund Jenings (1706 - 1708);
- Robert Hunter (1707 - 1709);
- George Hamilton, 1st Earl of Orkney (1710 - 1737, absent)
  - Guvernator adjunct (Lieutenant Governor) -- Alexander Spotswood (1710 - 1722);
  - Președinte al Consiliului de guvernare (President of the Council) -- Robert "King" Carter (1726 - septembrie 1727), vedeți  Arhivat în 17 octombrie 2003, la Wayback Machine.
  - Guvernator adjunct (Lieutenant Governor) -- William Gooch (1727 - 1740);
- Willem Anne van Keppel, 2nd Earl of Albemarle (1737 - 1754, absent)
  - Guvernator adjunct (Lieutenant Governor) -- William Gooch (1741 - 1749)
  - Guvernator adjunct (Lieutenant Governor) -- Robert Dinwiddie (1751 - ianuarie 1758);
- John Campbell, 4th Earl of Loudoun, (1756 - 1759, absent); 
  - Guvernator adjunct (Lieutenant Governor) -- Robert Dinwiddie (1751 - ianuarie 1758);
  - Guvernator adjunct (Lieutenant Governor) -- Francis Fauquier (1758 - 1768);
- Jeffery Amherst (1759 - 1768, absent); 
  - Guvernator adjunct (Lieutenant Governor) -- Francis Fauquier (1758 - 1768);
  - Președinte al Consiliului de guvernare (President of the Council) -- John Blair (1768);
- Norborne Berkeley, Baron de Botetourt (1768 - 1770);
- William Nelson (1770 - 1771);
- John Murray, 4th Earl of Dunmore (1771 - iunie 1775).

## Tranziția de la statutul decoloniebritanică la stat independent

### President of the Committee for Public Safety (1775-1776)
Sub titlul vag și birocratic de Președinte al Comitetului pentru Securitate Publică (în engleză, în original, President of the Committee for Public Safety), Edmund Padlenton, care a fost activ implicat în obținerea Independenței Statelor Unite, a servit efectiv ca un guvernator al Virginiei, marcând tranziția acesteia de la statutul de colonie britanică la statul independent Virginia.
- Edmund Pendleton (16 august 1775 - 5 iulie 1776)

## Statul independent Virginia

### Guvernatori aleși de către legislatura statului (1776-1852)

#### Commonwealth of Virginia (1776-1788)
| Ordine | Nume                | Perioadă în oficiu | Partid politic        |
| ------ | ------------------- | ------------------ | --------------------- |
| 1.     | Patrick Henry       | 1776 - 1779        | Nici unul             |
| 2.     | Thomas Jefferson    | 1779 - 1781        | Nici unul             |
| 3.     | William Fleming     | 1781 - 1781        | Nici unul             |
| 4.     | Thomas Nelson, Jr.  | 1781 - 1781        | Nici unul             |
| 5.     | Benjamin Harrison V | 1781 - 1784        | Nici unul             |
| 6.     | Patrick Henry       | 1784 - 1786        | Nici unul             |
| 7.     | Edmund Randolph     | 1786 - 1788        | Nici unul             |
| 8.     | Beverley Randolph   | 1788 - 1791        | Nici unul             |
| 9.     | Henry Lee           | 1791 - 1794        | Federalist            |
| 10.    | Robert Brooke       | 1794 - 1796        | Democratic-Republican |
| 11.    | James Wood          | 1796 - 1799        | Democratic-Republican |

#### Statul component al Statelor Unite ale Americii, Commonwealth of Virginia (1799-1852)
| #   | Nume                      | Partid politic      | Termen în oficiu                | Funcția anterioară                                                   |
| --- | ------------------------- | ------------------- | ------------------------------- | -------------------------------------------------------------------- |
| 12  | James Monroe              | Democrat-Republican | 1799 – 1802                     |                                                                      |
| 13  | John Page                 | Democrat-Republican | 1802 – 1805                     |                                                                      |
| 14  | William H. Cabell         | Democrat-Republican | 1805 – 1808                     |                                                                      |
| 15  | John Tyler, Sr.           | Democrat-Republican | 1808 – 1811                     |                                                                      |
| N/A | George William Smith      | Democrat-Republican | ianuarie 1811                   | Membru al Consiliului statului funcționând în calitate de guvernator |
| 16  | James Monroe              | Democrat-Republican | ianuarie – aprilie 1811         |                                                                      |
| N/A | George William Smith      | Democrat-Republican | aprilie – decembrie 1811        | Membru al Consiliului statului funcționând în calitate de guvernator |
| 17  | George William Smith      | Democrat-Republican | decembrie 1811                  |                                                                      |
| N/A | Peyton Randolph           | Democrat-Republican | decembrie 1811 – ianuarie 1812  | Membru al Consiliului statului funcționând în calitate de guvernator |
| 18  | James Barbour             | Democrat-Republican | 1812 – 1814                     |                                                                      |
| 19  | Wilson Cary Nicholas      | Democrat-Republican | 1814 – 1816                     |                                                                      |
| 20  | James Patton Preston      | Democrat-Republican | 1816 – 1819                     |                                                                      |
| 21  | Thomas Mann Randolph      | Democrat-Republican | 1819 – 1822                     |                                                                      |
| 22  | James Pleasants           | Democrat-Republican | 1822 – 1825                     |                                                                      |
| 23  | John Tyler                | Democrat-Republican | 1825 – 1827                     |                                                                      |
| 24  | William Branch Giles      | Democrat            | 1827 – 1830                     |                                                                      |
| 25  | John Floyd                | Democrat            | 1830 – 1834                     |                                                                      |
| 26  | Littleton Waller Tazewell | Whig                | 1834 – 1836                     |                                                                      |
| N/A | Wyndham Robertson         | Whig                | martie 1836 – martie 1837       | Membru al Consiliului statului funcționând în calitate de guvernator |
| 27  | David Campbell            | Democrat            | 1837 – 1840                     |                                                                      |
| 28  | Thomas Walker Gilmer      | Whig                | 1840 – 1841                     |                                                                      |
| N/A | John Mercer Patton        | Whig                | 20 martie 1841 – 31 martie 1841 | Membru al Consiliului statului funcționând în calitate de guvernator |
| N/A | John Rutherford           | Whig                | martie 1841 – martie 1842       | Membru al Consiliului statului funcționând în calitate de guvernator |
| N/A | John Munford Gregory      | Whig                | martie 1842 – ianuarie 1843     | Membru al Consiliului statului funcționând în calitate de guvernator |
| 29  | James McDowell            | Democrat            | 1843 – 1846                     |                                                                      |
| 30  | William Smith             | Democrat            | 1846 – 1849                     |                                                                      |
| 31  | John Buchanan Floyd       | Democrat            | 1849 – 1852                     |                                                                      |

### Guvernatori aleși prin vot universal (1852-2006)
| #   | Nume                      | Partid politic | Termen în oficiu               | Funcție anterioară                                  |
| --- | ------------------------- | -------------- | ------------------------------ | --------------------------------------------------- |
| 32  | Joseph Johnson            | Democrat       | 1852 – 1856                    | Congresul SUA                                       |
| 33  | Henry A. Wise             | Democrat       | 1856 – 1860                    | Congresul Statelor Unite ale Americii               |
| 34  | John Letcher              | Democrat       | 1860 – 1864                    | Congresul SUA                                       |
| 35  | William Smith             | Democrat       | 1864 – 1865                    | Congresul SUA                                       |
| N/A | Francis H. Pierpont       | Republican     | mai 1865 – aprilie 1868        | Guvernator militar ne-ales                          |
| N/A | Henry H. Wells            | Republican     | aprilie 1868 – septembrie 1869 | Guvernator militar ne-ales                          |
| N/A | Gilbert C. Walker         | Republican     | septembrie – decembrie 1869    | Guvernator militar ne-ales                          |
| 36  | Gilbert C. Walker         | Democrat       | 1870 – 1874                    | Guvernator provizoriu                               |
| 37  | James L. Kemper           | Democrat       | 1874 – 1878                    | General al Confederației                            |
| 38  | Frederick W. M. Holliday  | Democrat       | 1878 – 1882                    | Colonel al Confederației                            |
| 39  | William E. Cameron        |                | 1882 – 1886                    | Primar al orașului Petersburg, Virginia             |
| 40  | Fitzhugh Lee              | Democrat       | 1886 – 1890                    | General al Confederației                            |
| 41  | Philip W. McKinney        | Democrat       | 1890 – 1894                    |                                                     |
| 42  | Charles T. O'Ferrall      | Democrat       | 1894 – 1898                    | Congresul SUA                                       |
| 43  | James Hoge Tyler          | Democrat       | 1898 – 1902                    | Guvernatorul adjunct al statului Virginia           |
| 44  | Andrew Jackson Montague   | Democrat       | 1902 – 1906                    | Procuror general al statului Virginia               |
| 45  | Claude A. Swanson         | Democrat       | 1906 – 1910                    | Congresul SUA                                       |
| 46  | William H. Mann           | Democrat       | 1910 – 1914                    |                                                     |
| 47  | Henry Carter Stuart       | Democrat       | 1914 – 1918                    |                                                     |
| 48  | Westmoreland Davis        | Democrat       | 1918 – 1922                    | Fermier și editor de revistă                        |
| 49  | Elbert Lee Trinkle        | Democrat       | 1922 – 1926                    | Senator al statului Virginia                        |
| 50  | Harry F. Byrd Sr.         | Democrat       | 1926 – 1930                    | Președinte al companiei The Valley Turnpike Company |
| 51  | John Garland Pollard      | Democrat       | 1930 – 1934                    | Procuror general al statului Virginia               |
| 52  | George C. Peery           | Democrat       | 1934 – 1938                    | Congresul SUA                                       |
| 53  | James H. Price            | Democrat       | 1938 – 1942                    | Guvernatorul adjunct al statului Virginia           |
| 54  | Colgate W. Darden Jr.     | Democrat       | 1942 – 1946                    | Congresul SUA                                       |
| 55  | William M. Tuck           | Democrat       | 1946 – 1950                    | Guvernatorul adjunct al statului Virginia           |
| 56  | John S. Battle            | Democrat       | 1950 – 1954                    | Senator al statului Virginia                        |
| 57  | Thomas B. Stanley         | Democrat       | 1954 – 1958                    | Congresul SUA                                       |
| 58  | James Lindsay Almond, Jr. | Democrat       | 1958 – 1962                    | Procurorul general al statului Virginia             |
| 59  | Albertis S. Harrison Jr.  | Democrat       | 1962 – 1966                    | Procurorul general al statului Virginia             |
| 60  | Mills E. Godwin Jr.       | Democrat       | 1966 – 1970                    | Guvernatorul adjunct al statului Virginia           |
| 61  | A. Linwood Holton Jr.     | Republican     | 1970 – 1974                    | Candidat la Senatul SUA                             |
| 62  | Mills E. Godwin Jr.       | Republican     | 1974 – 1978                    | Guvernatorul adjunct al statului Virginia           |
| 63  | John N. Dalton            | Republican     | 1978 – 1982                    | Guvernatorul adjunct al statului Virginia           |
| 64  | Charles S. Robb           | Democrat       | 1982 – 1986                    | Guvernatorul adjunct al statului Virginia           |
| 65  | Gerald L. Baliles         | Democrat       | 1986 – 1990                    | Procurorul general al statului Virginia             |
| 66  | L. Douglas Wilder         | Democrat       | 1990 – 1994                    | Guvernatorul adjunct al statului Virginia           |
| 67  | George F. Allen           | Republican     | 1994 – 1998                    | Congresul SUA                                       |
| 68  | James S. Gilmore III      | Republican     | 1998 – 2002                    | Procurorul general al statului Virginia             |
| 69  | Mark R. Warner            | Democrat       | 2002 – 2006                    | Candidat al Senatului SUA                           |
| 70  | Tim Kaine                 | Democrat       | 2006 – 2010                    | Guvernatorul adjunct al statului Virginia           |
| 71  | Bob McDonell              | Republican     | 2010 – 2014                    |                                                     |
| 72  | Terry McAuliffe           | Democrat       | 2014 – 2018                    |                                                     |
| 73  | Ralph Northam             | Democrat       | 2018 – prezent                 | Guvernatorul adjunct al statului Virginia           |